# Plzeňská madona
Milostná socha Panny Marie, tzv. Plzeňská Madona je nejcennější a nejznámější památkou katedrály sv. Bartoloměje v Plzni a patří k nejvzácnějším gotickým památkám v Čechách. Je významnou představitelkou českého typu krásných madon vznikajících v 14. století, v době Václava IV.

## Původ sochy
Přesné datum vzniku sochy není známo, uváděno je období mezi lety 1380–1384, nebo také kolem roku 1390. Vzhledem k tomu, že 12. únor 1384 je zmiňován jako den instalace Plzeňské Madony v katedrále sv. Bartoloměje, je pravděpodobnější datum jejího vzniku mezi lety 1380–1384. Autor je neznámý, nejpravděpodobněji se jedná o tzv. Mistra Krumlovské Madony. Původ sochaře je předmětem diskusí, prokázaná je ale jeho úzká vazba k sochařskému prostředí pražské dvorské huti, blízké rodině Parléřů. Mistr Krumlovské Madony se řadí k předním představitelům krásného slohu a Plzeňská Madona patří k jeho raným dílům.

## Popis
Polychromovaná opuková socha je vysoká 134 cm. Ztvárněním patří k řadě tzv. krásných madon, jejichž typickým rysem je esovité prohnutí těla, které se stáčí v prostoru. Postava madony působí elegantním a živým dojmem s kombinací realizmu a smyslové tělesnosti, vyjádřené viditelným vtlačením prstů matky do tělíčka dítěte.
Dítě (Ježíš) je v souvislosti s dobovým evropským sochařstvím mimořádným sochařským zobrazením dítěte. K jeho realistické, smyslově oživené podobě směřuje sugestivní, melancholický a vážný pohled matky. Obličej Madony vyvolával v měnlivém kostelním osvětlení pocit, že je výrazově proměnlivá, jako by byla živá, jak dokládá také barokní legenda o nemožnosti zachytit její tvář.
Pro Plzeňskou madonu je velmi významná technická stránka provedení, která se vyznačuje jemným vypracováním jednotlivých tvarů (vlasy, modelace tváří), jejichž působivost zvyšuje na povrchu zalešťovaná polychromie v bílém a zlatém provedení. Je jedním z nejlépe dochovaných děl krásného slohu, a to i přes nešťastný zásah na konci 20. let 20. století (1929–1930), kdy byla seříznuta původní koruna a nahrazena novou.

## Umístění
Nejstarší zprávou, která uvádí umístění sochy v interiéru kostela, je záznam z farářských relací z roku 1676, podle něhož byla socha osazena na "ozdobném trůnu" při jižní straně chóru. O osazení krásné madony v katedrále sv. Bartoloměje se zasloužil řád německých rytířů prostřednictvím správce farního kostela, pravděpodobně faráře Mikuláše, který v této funkci působil v letech 1379–1400. V současnosti je socha ústřední postavou hlavního oltáře katedrály.
Podle generálního vikáře Biskupství plzeňského Jakuba Holíka neměla madona nikdy opustit katedrálu. V závěru druhé světové války byla přechodně ukryta v klášteře v Plasích, aby se vyloučila možnost poškození při bombardování Plzně. V květnu 2021 byla madona po restaurování na deset dní vystavena jako součást výstavy Nad slunce krásnější ve výstavní síně Masné krámy Západočeské galerie v Plzni.

## Význam sochy
Kult Madony vyvěral z úcty k Panně Marii, jejíž úloha v oblasti teologie i náboženské praxe narůstala po celé 14. století. Plzeňané na tomto místě postupně začali pronášet řadu proseb k Panně Marii o pomoc, o zásah vyšší moci a jejich mariánská úcta rostla. Jedním důsledků bylo, že rostl počet věřících, kteří na počátku 16. století obdarovávali sochu dary, často to býval růženec (páteř), ale také klenoty a šperky, jimiž byla socha krášlena. I později se k ní mnozí obraceli a například v těžké době konce první světové války přišli 20. října 1918 k její soše s prosbami o přímluvu o ukončení epidemie španělské chřipky.
Kultická funkce Madony soustředila pozornost lidu na farní kostel.
Socha byla v mnoha variantách napodobována nejen v západních, ale i jižních a středních Čechách od přelomu 14. a 15. století. Ještě v průběhu 15. století ovlivnila řadu pozdně gotických mariánských soch. V souvislosti s novou rekatolizační vlnou po Bílé Hoře byl kult Plzeňské Madony během 17. a 18. století výrazně oživen a podporován. K soše přicházeli poutníci na mariánské svátky a na den sv. Vojtěcha. Její podoba byla šířena v malovaných nebo sochařských replikách, běžně byla reprodukována v grafikách nebo na drobných upomínkových předmětech. Barokní repliku sochy umístil sochař Kristián Widemann z podnětu plzeňské městské rady na vrchol morového sloupu, který stojí na rohu plzeňského náměstí nedaleko vchodu do katedrály sv. Bartoloměje. Replika Plzeňské Madony ozdobila i hrobku rodu Schneiderů na Mikulášském hřbitově v Plzni.

## Socha Plzeňské Madony v pověstech
Madona na sebe poutala po celá staletí pozornost návštěvníků a postupně o ní vznikala řada příběhů i pověstí. V nich jsou uváděny četné zázraky Plzeňské Madony, které byly plzeňským spisovatelem a novinářem Jaroslavem Schieblem vypsány z vikariátního plzeňského archivu a vztahují se k rozmezí let 1668 až 1762. Ve většině šlo o vyprošená uzdravení v nemoci, nebo vážném zranění, kterému lékaři nedávali žádnou naději. Pověst o Plzeňské Madoně napsali ve svých sbírkách pověstí i Miloslav Bělohlávek a Vladimír Havlic. V repertoáru plzeňské hudební skupiny Strašlivá podívaná je uváděna píseň s názvem Plzeňská Madona.

## Zajímavosti
6. února 1835 zachvátil katedrálu požár. Socha i s dalším mobiliářem byla vynesena a uschována ve františkánském klášteře. Už 11. února byla slavnostně přenesena zpět.